# 奥山爾朗

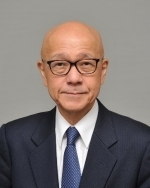
在ルクセンブルク日本国大使館ホームページより

奥山 爾朗（おくやま じろう、1958年〈昭和33年〉12月25日 - ）は、日本の外交官。

## 学歴
- 1983年（昭和58年）: 東京大学教養学士（国際関係論）[2]
- 1986年（昭和61年）: ケンブリッジ大学法学修士（国際法）[2]

## 職務経歴
- 1983年（昭和58年）: 外務省入省[2]
- 1986年（昭和61年）: 在英国日本国大使館 三等書記官のち二等書記官[2]
- 1988年（昭和63年）: 国連イラン・イラク軍事監視団政務官[2]
- 1991年（平成03年）: 外務省南東アジア第二課 課長補佐のち首席事務官[2]
- 1993年（平成05年）: 国際報道官室 首席事務官[2]
- 1995年（平成07年）: 国際経済第一課 首席事務官[2]
- 1997年（平成09年）: 欧州連合日本政府代表部 一等書記官[2]
- 1999年（平成11年）: 在イラン日本国大使館 参事官[2]
- 2001年（平成13年）: 経済協力局国際機構課長[2]
- 2002年（平成14年）: 大臣官房国際報道官[2]
- 2004年（平成16年）: 在ニューヨーク日本国総領事館 領事（広報センター長）[2]
- 2008年（平成20年）: 在フィリピン日本国大使館 総括公使[2]
- 2010年（平成22年）: 宮内庁式部官（儀式担当）[2]
- 2013年（平成25年）: 欧州連合日本政府代表部 次席大使[2]
- 2015年（平成27年）: 外務省大臣官房長補佐（儀典・南アジア）[2]
- 2015年（平成27年）12月: 宮内庁式部副長（儀式担当）[2]
- 2019年（令和元年）12月: 駐ルクセンブルク特命全権大使[2]
- 2022年（令和4年）9月：駐ヨルダン特命全権大使[3]

## 同期
- 相川一俊（23年EU大使・20年イラン大使）
- 相星孝一（21年韓国大使・18年イスラエル大使・14年ASEAN大使）
- 尾池厚之（23年ジュネーブ代表部大使・20年ユネスコ大使）
- 小笠原一郎（19年軍縮会議大使・16年マダガスカル大使）
- 片山和之（23年日本台湾交流協会台北事務所長・20年ペルー大使）
- 金杉憲治（23年中国大使）
- 杵渕正巳（22年ボスニアヘルツェゴビナ大使・20年東ティモール大使）
- 木村元（20年モザンビーク大使）
- 新美潤（22年OECD大使）
- 丸山則夫（22年アイルランド大使）
- 水内龍太（22年オーストリア大使・20年ザンビア大使）
- 水鳥真美（18年国連事務総長特別代表）
- 道上尚史（23年ブルガリア大使・21年ミクロネシア連邦大使）
- 南博（22年オランダ大使）
- 宮原信孝（18年笹川平和財団研究員）
- 村林弘文（21年在ヒューストン日本国総領事）
- 森健良（21年外務事務次官）
- 山﨑和之（23年国連大使）
- 山田滝雄（20年ベトナム大使・17年ユネスコ大使・10年ASEAN大使）
- 山本広行（23年ベラルーシ大使・20年トルクメニスタン大使）
- 和田充広（21年パキスタン大使）